# Izabela Hohn
Izabela Hohn (ur. 23 września 1985) – polska siatkarka grająca na pozycji przyjmującej.  Jej największym osiągnięciem jest awans do PlusLigi Kobiet w 2010 roku. Rok była kapitanem drużyny z Rumi. Obecnie zawodniczka MUKS Joker Mekro Świecie. W sezonie 2013/14 właśnie z Jokerem Świecie awansowała do I ligi kobiet.

## Kluby
- Jadar Sport S.A. Stężyca (2012–2013)
- Joker/Mekro Świecie (2011–2012)
- Sandeco TPS EC Wybrzeże Rumia (2004–2011)
- Orzeł Gdańsk (2003–2004)
- MUKS Joker Mekro Świecie (2013–2016)

## Sukcesy
- 2010 – awans do PlusLigi Kobiet z EC Wybrzeże TPS Rumia